# Palazzo Aldrovandi

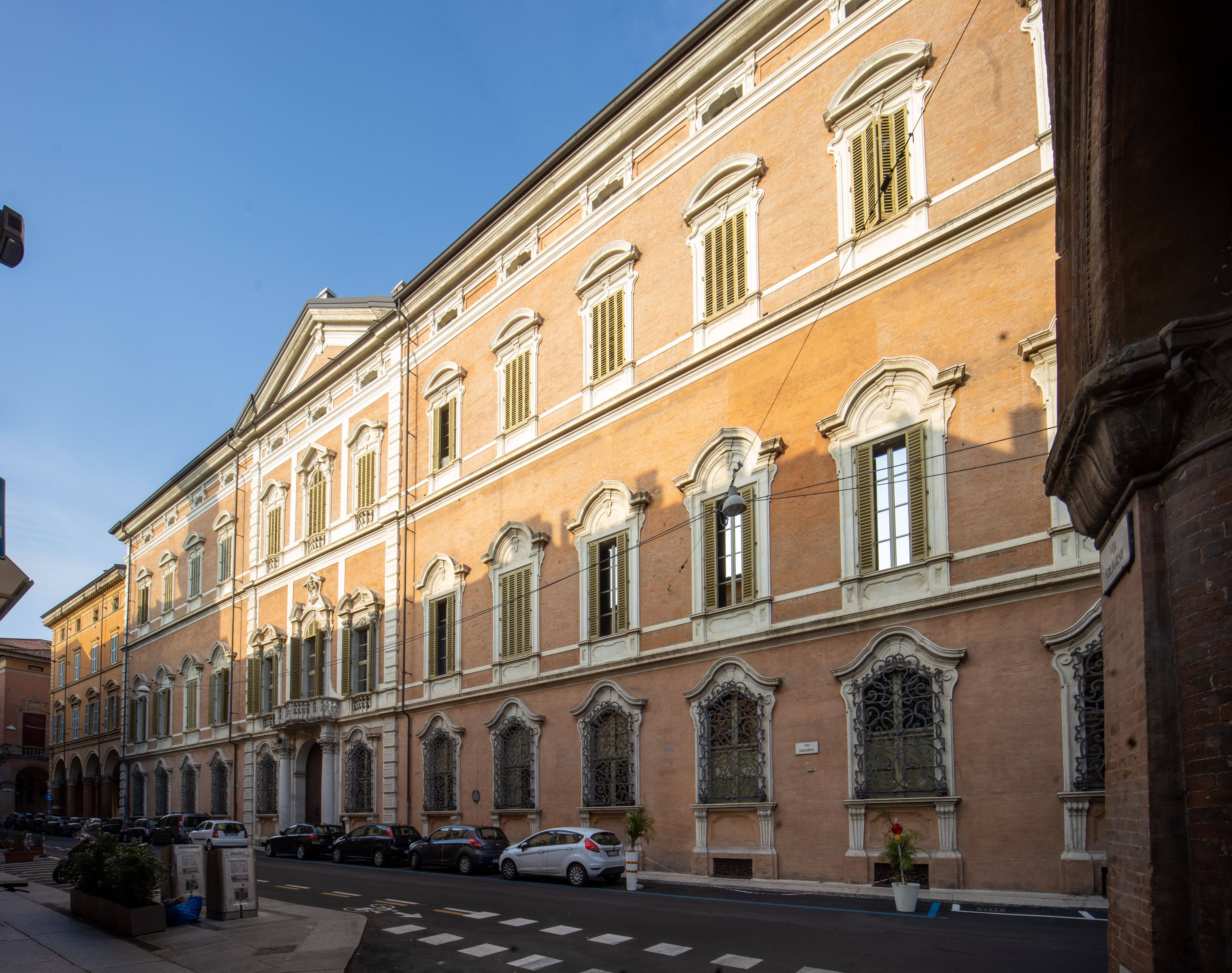
Palazzo Aldrovandi in Bologna

Der Palazzo Aldrovandi, auch Palazzo Montanari genannt, ist ein Palast aus dem 18. Jahrhundert im historischen Zentrum von Bologna in der italienischen Region Emilia-Romagna. Er liegt in der Via Galliera 8.

## Geschichte
Der Palast erhebt sich anstelle des früheren Casa Aldrovandi aus dem 15. Jahrhundert. Die heutige Residenz ließ der Kardinal Pompeo Aldrovandi ab 1725 unter der Bauleitung von Francesco Maria Angelini errichten. Der Architekt aber starb bereits 1731. Seine Arbeit wurde 1752 von Alfonso Torreggiani zu Ende geführt, der insbesondere die Fassade gestalten ließ. Das Werk gilt als bestes, architektonisches Beispiel seiner Zeit in Bologna: Mit großer dekorativer Phantasie baute Torreggiani zahlreiche krummlinige Rokokoelemente ein und sorgte dafür, dass der weiße Kalkstein aus Istrien sich vom roten Ziegelmauerwerk gut abhebt. Derselbe Architekt errichtete in diesen Jahren auch die Sommerresidenz des Kardinals, den Palazzo Sessa-Aldrovandi in Mirabello.
Bald nach seiner Fertigstellung um 1755 wurde das Hauptgeschoss von dem Maler Vittorio Bigari zusammen mit dessen Porträtmaler des Vertrauens, Stefano Orlandi, mit Fresken ausgemalt. Die Werke, die man heute noch im Atrium, im Treppengewölbe, in der „Galleria delle statue“ (dt.: Galerie der Statuen) und im Hauptsalon sehen kann, zeigen Verwandte der Familie Aldrovandi, einer bereits seit Jahrhunderten renommierten Adelsfamilie im Senatorenrang. In den Innenräumen gab es auch eine Sammlung von Marmorbüsten und -reliefen, aber in der zweiten Hälfte des 19. Jahrhunderts wurden sie an das Britische Museum abgegeben.
1795 ließ Filippo Aldrovandi Marescotti dort eine Keramikfabrik mit der Arbeit beginnen. Schon zu Anfang des 19. Jahrhunderts aber wurde der Palast verkauft: So ging er in den Besitz der Torlonias über und 1860 an Camillo Montanari, dem zusammen mit seinem Sohn Francesco und ihren Erben das Verdienst zuzurechnen ist, die Räumlichkeiten und die Werke aus dem 18. Jahrhundert erhalten zu haben. Im 20. Jahrhundert war dort die Biblioteca Comunale Popolare (dt.: Stadtbibliothek) untergebracht, die sich heute im Sala Borsa befindet, die Cineteca, die in die ehemalige Tabakmanufaktur übersiedelte, und der Circolo della Stampa, der heute nicht mehr existiert.

## Galeriebilder

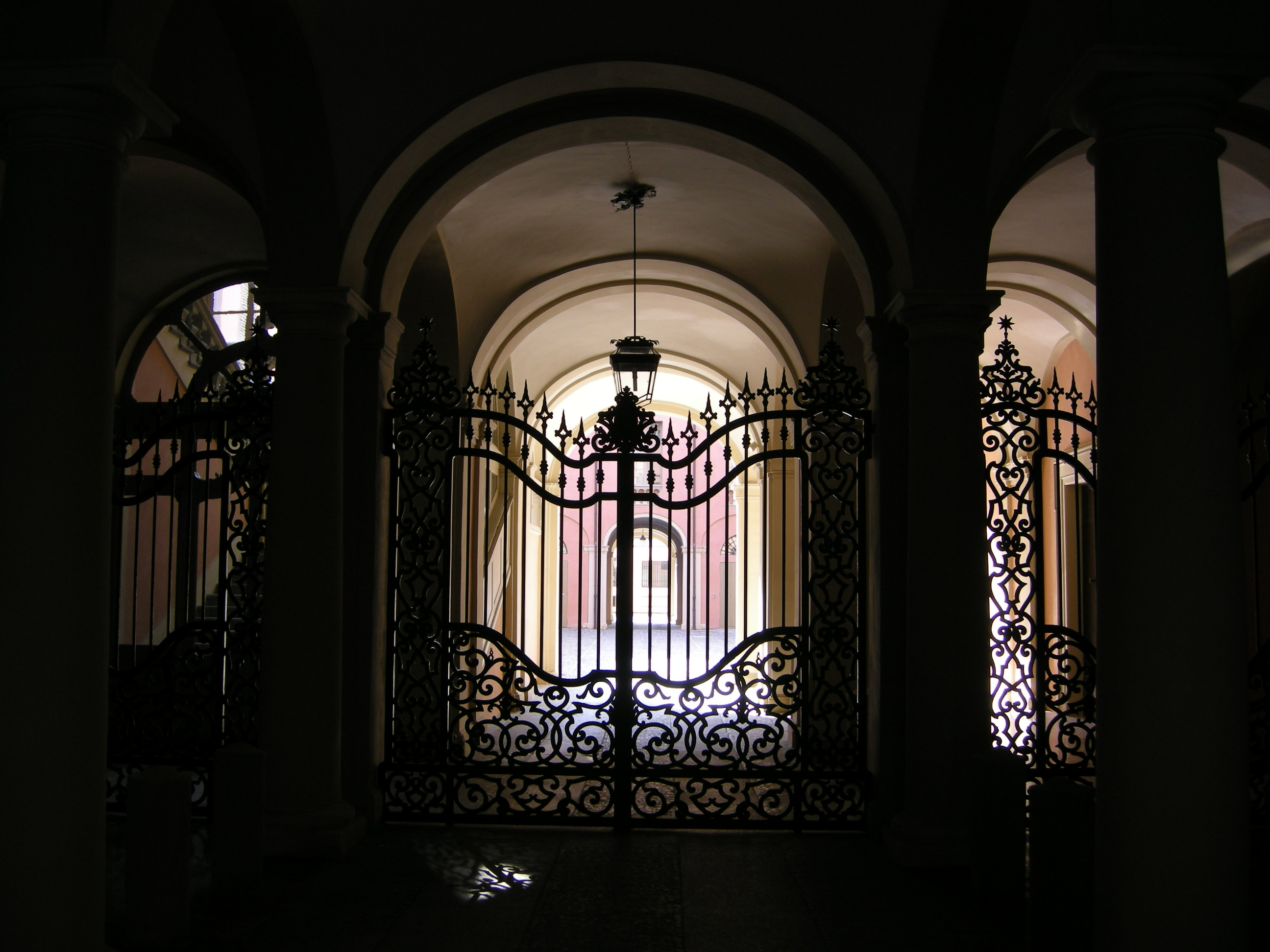
Eingangsatrium zum Hof
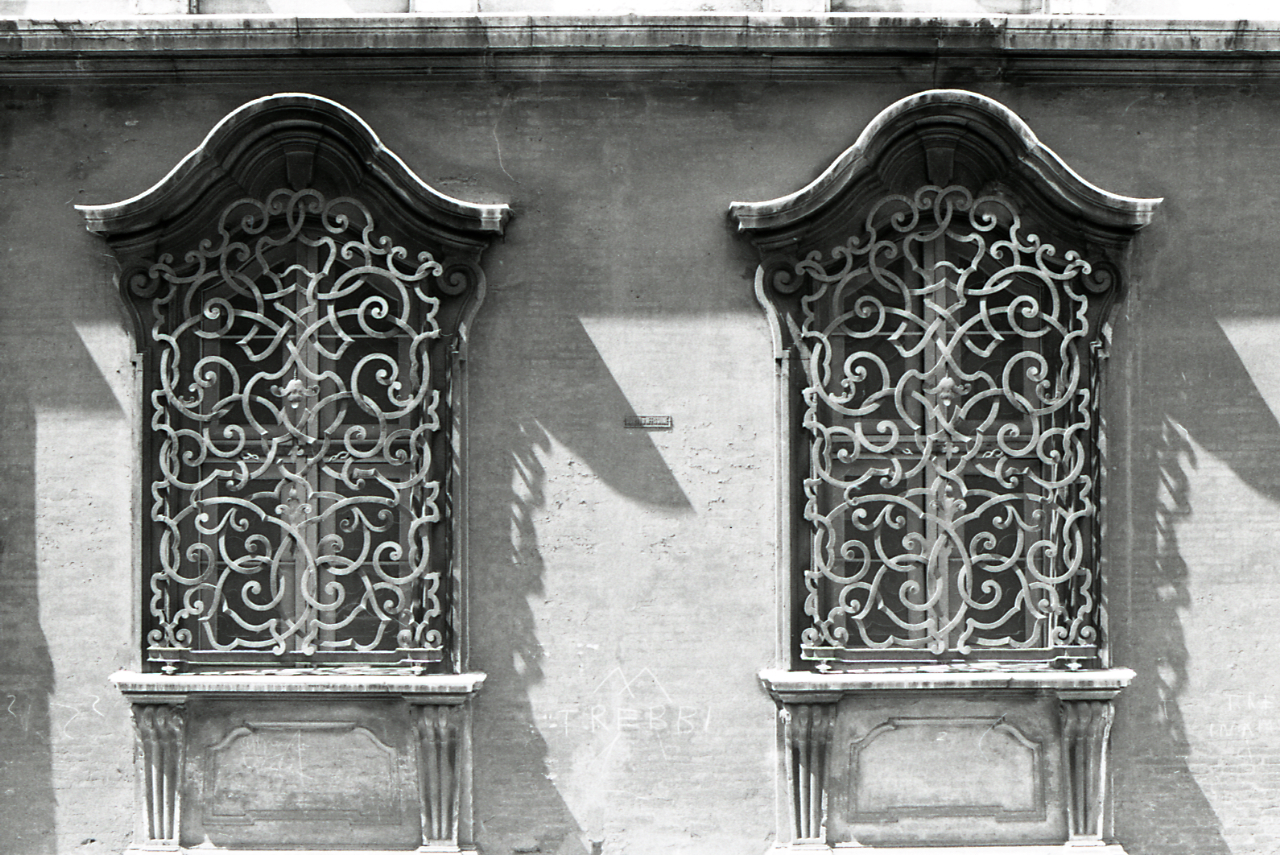
Detail eines Fensters auf einem Foto von Paolo Monti (1970)